# Scopula tornisecta
Scopula tornisecta là một loài bướm đêm trong họ Geometridae.